# Pionites
Pionites é um gênero de aves da família Psittacidae.
As seguintes espécies são reconhecidas:
- Pionites melanocephalus (Linnaeus, 1758)
- Pionites leucogaster (Kuhl, 1820)